# Janaira gracilis
Janaira gracilis är en kräftdjursart som beskrevs av Moreira och Pires 1977. Janaira gracilis ingår i släktet Janaira och familjen Janiridae. Inga underarter finns listade i Catalogue of Life.